# Tore Browaldh
Tore Browaldh, född 23 augusti 1917 i Västerås, död 14 februari 2007, var en svensk affärsman och näringslivsprofil.

## Handelsbanken
Browaldh var VD för Handelsbanken från 1955 till 1966, bankens styrelseordförande fram till 1978, vice ordförande 1978–1988 och därefter bankens hedersordförande. 

## Övriga uppdrag
Tore Browaldh arbetade under perioder för Finansdepartementet, Industriens utredningsinstitut (IUI), Europarådet och Svenska Arbetsgivareföreningen (nuvarande Svenskt Näringsliv). Han var med och grundade organisationen Studieförbundet Näringsliv och Samhälle (SNS) 1948. Browaldh var 1978-1981 ordförande för AB Volvo.

## Tore Browaldhs stiftelse
Tore Browaldhs stiftelse är en forskningsstiftelse som ger bidrag till samhällsekonomisk forskning. Den hade ett aktieinnehav på 576 miljoner kronor i januari 2011, främst i Industrivärden. Den inräknas i Handelsbanksstiftelserna. Stiftelsen finansierar bland annat Tore Browaldhs professur i internationell ekonomi vid Handelshögskolan i Stockholm. 

## Utmärkelser och uppdrag
- Kommendör med stora korset av Nordstjärneorden, 6 juni 1974.[2]
- Ledamot av Kungl. Ingenjörsvetenskapsakademien, invald 1961
- Ledamot av Kungl. Vetenskapsakademien, invald 1980
- Teknologie hedersdoktor vid Kungliga Tekniska högskolan 1967[3]
- Ekonomie hedersdoktor vid Göteborgs universitet 1980
- Ekonomiska forskningsinstitutet vid Handelshögskolan i Stockholms årliga pris, kallat SSE Research Award (tidigare EFI Research Award) till personer som "aktivt bidragit till att skapa goda förutsättningar för forskning inom de administrativa och ekonomiska vetenskaperna" 1997

## Böcker av Tore Browaldh

### Memoarer
- 1976 Gesällvandring
- 1980 Vägen vidare
- 1984 Motlut och medvind

## Familj
Browaldh var son till bankdirektör Ernfrid Browaldh.